# The out of Twoners
"The Out-of-Towners" o "Perdidos en Nueva York" en América Latina es una película de 1999, protagonizada por Steve Martin y Goldie Hawn y dirigida por Sam Weisman.

## Trama
Henry y Nancy Clark son un matrimonio cuya pasión se desvaneció hace mucho tiempo y cuyos hijos han dejado el hogar paterno para vivir sus vidas. Por diferentes motivos (uno de los cuales es una entrevista de trabajo que Henry quiere mantener en secreto) ahora tienen que viajar a Nueva York, ciudad que no conocen y que será para ellos un lugar muy parecido al infierno.

## Reparto[3]
- Steve Martin - Henry Clark
- Goldie Hawn - Nancy Clark
- John Cleese - Mr. Mersault
- Mark McKinney - Greg
- Oliver Hudson - Alan Clark
- Valerie Perri - Camarera
- Steve Mittleman - Pasajero
- Randall Arney - Pasajero
- Carlease Burke - Representante de Aerolínea